# Korolev (ville)
Pour les articles homonymes, voir Korolev.
Koroliov (en russe : Королёв) est une ville de l'oblast de Moscou, en Russie. Sa population s'élevait à 224 533 habitants en 2019.

## Géographie
Korolev est située à 9 km au nord-est de Moscou.

## Histoire
En 1918, les autorités russes créent une usine d'artillerie dans le village de Podlipki. Celui-ci accéda au statut de commune urbaine en 1928. Elle fut rebaptisée Kaliningrad en 1938 lorsqu'elle acquit le statut de ville. Sergueï Korolev, le père de l'astronautique soviétique, à l'époque simple ingénieur, y fait décoller depuis ce site le premier avion soviétique propulsé par une fusée. Durant la Seconde Guerre mondiale, on construit le bureau de construction Central d'Artillerie (TsAKB). Le 13 mai 1946, les dirigeants russes décident d'y créer l'institut de recherche NII-88, futur TsNIIMach, qui sera au cœur du programme des missiles soviétiques puis du programme spatial. Le développement de ces programmes entraine l'installation dans les années 1950 et 1960 de plusieurs entreprises majeures du secteur spatial dont l'OKB-1 devenu par la suite le RKK Energia. En 1996, la ville est rebaptisée et prend le nom du constructeur de fusées Sergueï Korolev.

## Population
Recensements (*) ou estimations de la population :
| 1931  | 1939*  | 1959*  | 1970*   | 1979*   | 1989*   |
| ----- | ------ | ------ | ------- | ------- | ------- |
| 2 800 | 44 000 | 41 427 | 105 945 | 133 470 | 159 363 |

| 2002*   | 2010*   | 2014    | 2015    | 2016    | 2017    |
| ------- | ------- | ------- | ------- | ------- | ------- |
| 142 568 | 183 402 | 187 811 | 220 947 | 221 129 | 221 797 |

## Économie
La ville abrite toujours un grand nombre d'entreprises intervenant dans le domaine spatial : 
- RKK Energia y fabrique les vaisseaux Soyouz. C'est dans cette entreprise qu'ont été également réalisés les modules des stations spatiales Saliout et Mir ainsi que la Bourane,
- TsNIIMach, le centre technique de l'agence spatiale russe Roscosmos. On y trouve notamment le centre de contrôle des vols spatiaux TsUP.
- KB KhimMach un des principaux motoristes spatiaux spécialisés dans la propulsion des étages de fusée supérieurs et des moteurs de contrôle d'attitude.
- NPO IT, équipementier spatial spécialisé dans les systèmes de mesure
- NPO Kompozit, fournisseur de matériaux composites pour l'industrie spatiale
- Tactical Missiles Corporation complexe industriel de grande taille fabrique des drones et des missiles.

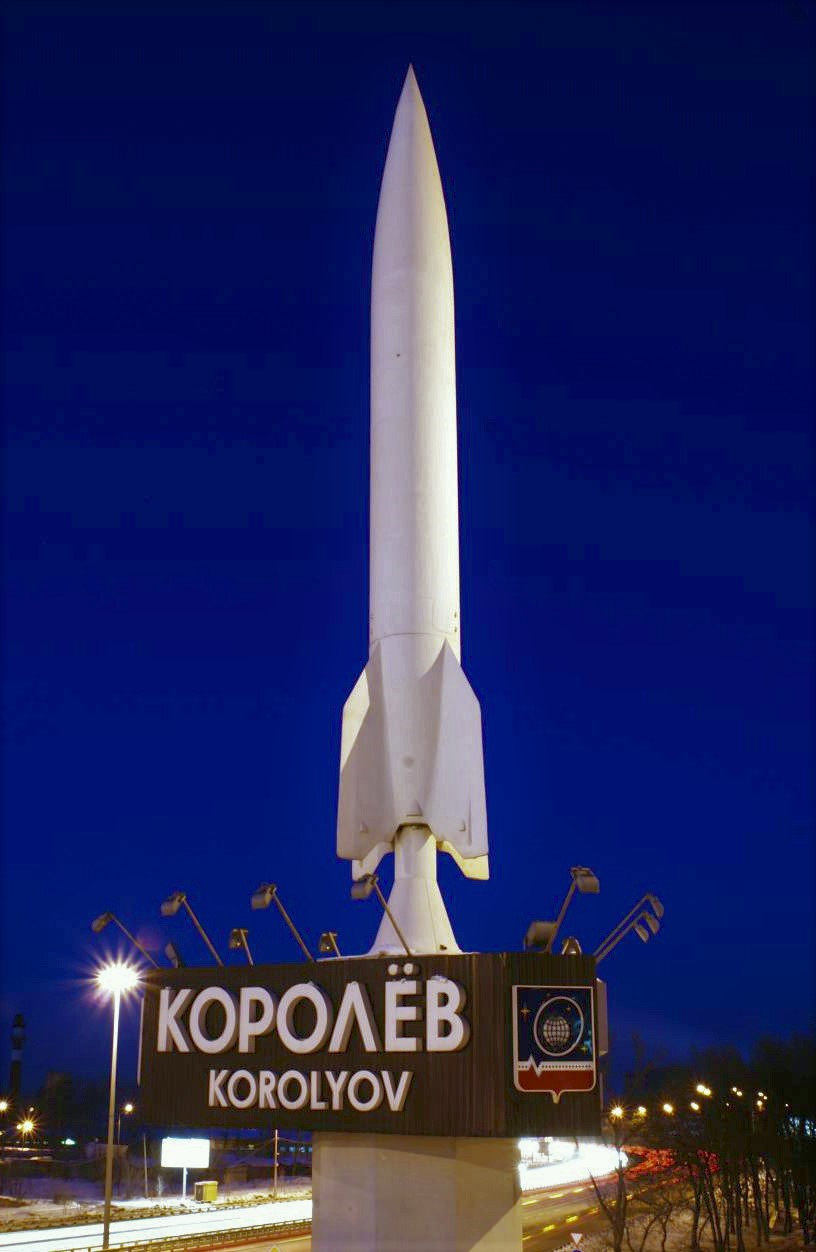
Un missile R-2 marque l'entrée de la ville.
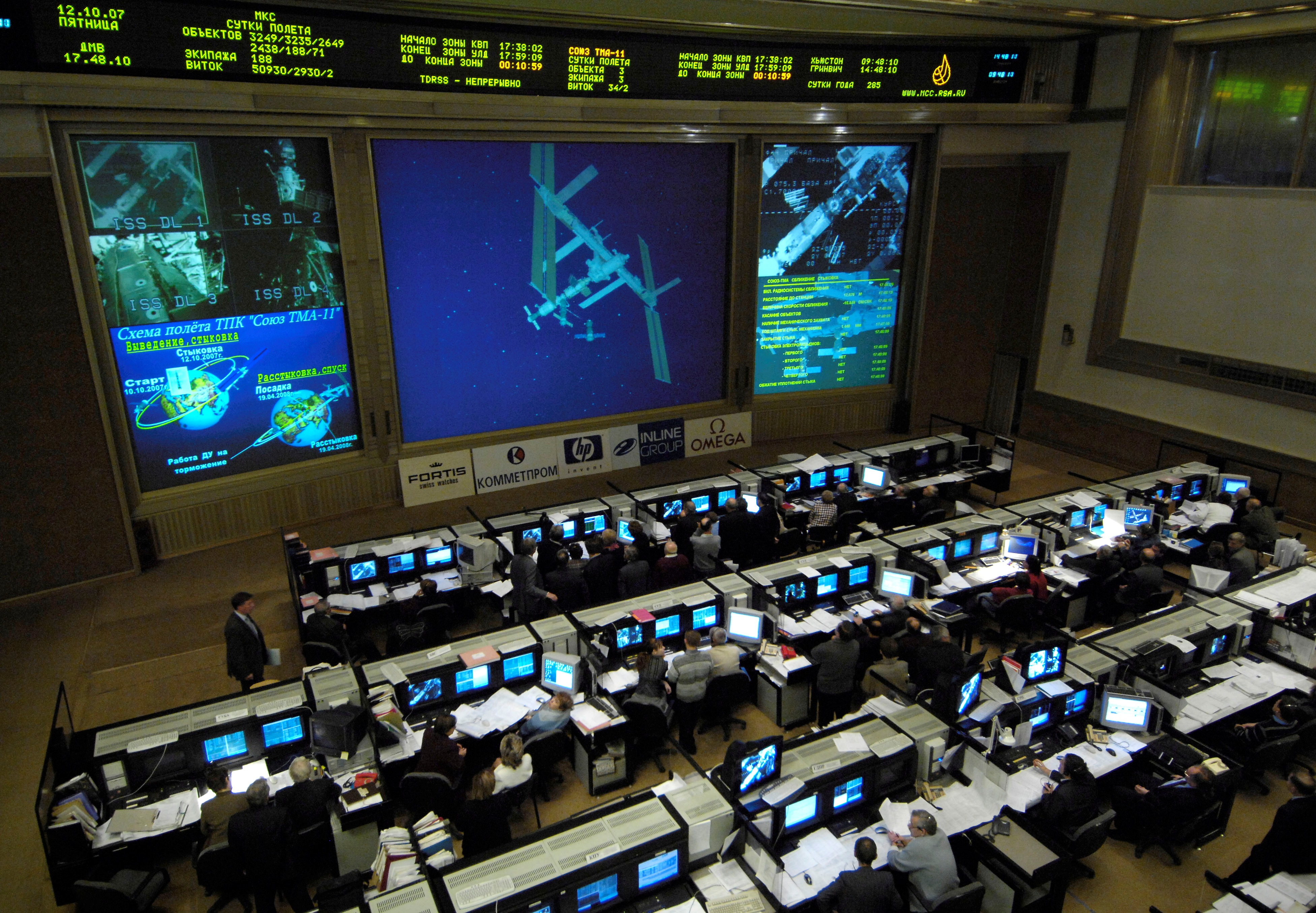
Le centre de contrôle des vols spatiaux (TSUP) est installé dans la ville.
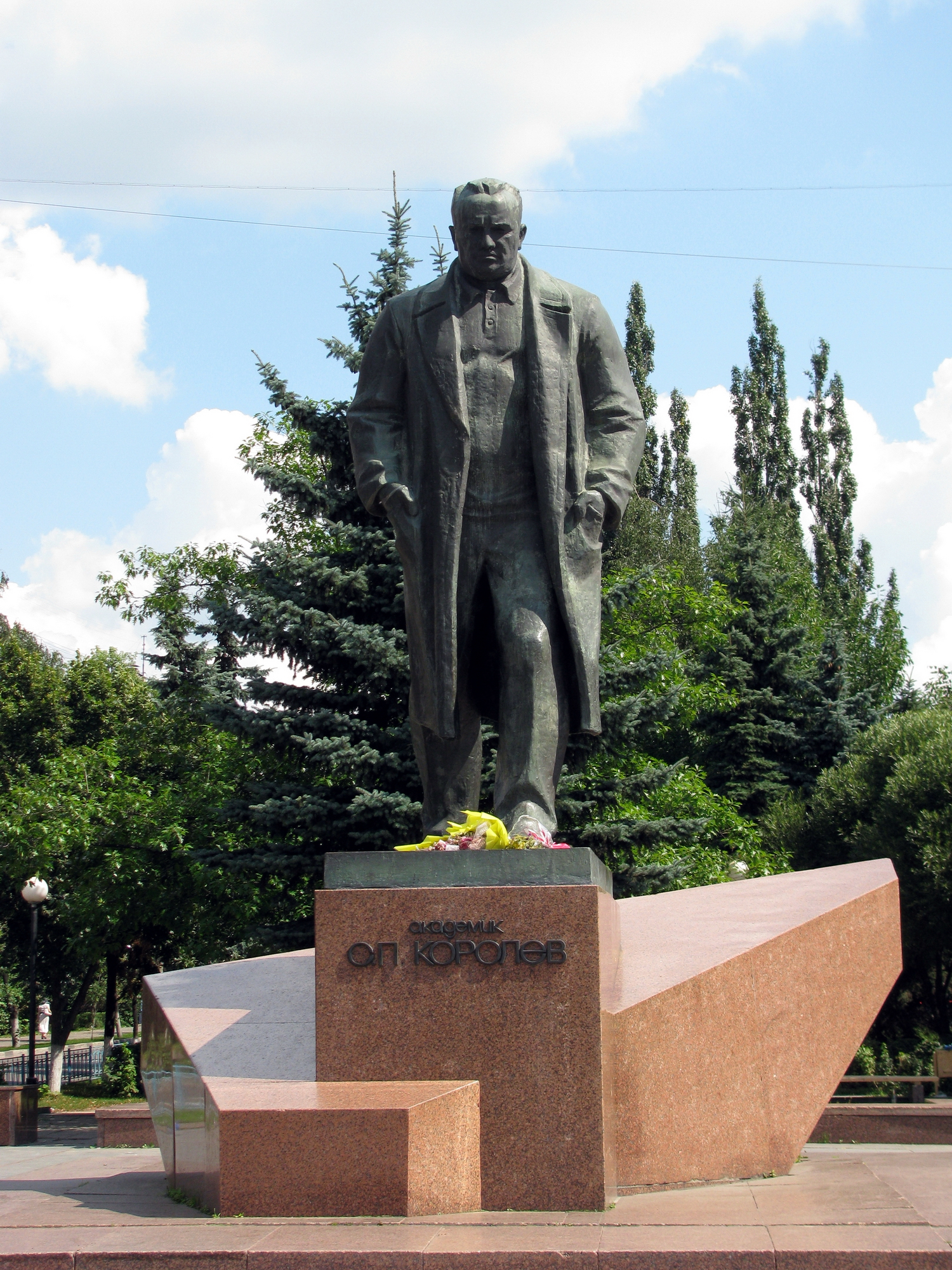
Statue de Korolev.